# Thymus herba-barona

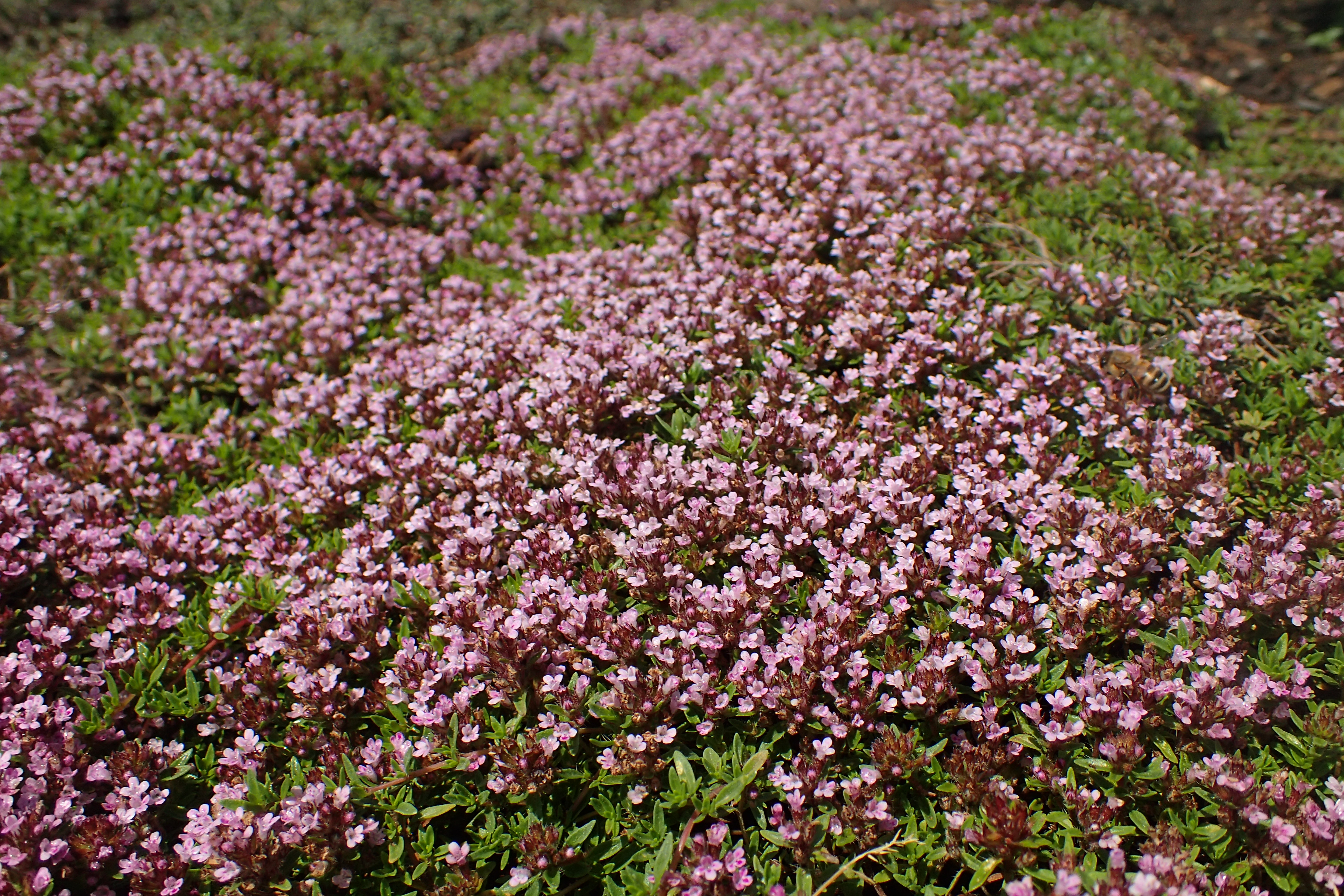
Populacja w Berlińskim Ogrodzie Botanicznym

Thymus herba-barona Loisel. – gatunek rośliny należący do rodziny jasnotowatych. Endemit Korsyki. W niektórych ujęciach do gatunku zalicza się również populacje z Sardynii i Majorki, które w 2003 zostały wyodrębnione do osobnych taksonów (odpowiednio Thymus catharinae i Thymus bivalens).
Epitet gatunkowy pochodzi z angielskiego herb for flavoring a baron of beef, czyli zioło do przyprawiania  steka z polędwicy wołowej. Nazwa zwyczajowa tej rośliny w języku angielskim to caraway thyme, czyli tymianek kminkowy, z uwagi na specyficzny aromat tej rośliny.

## Morfologia
Zdrewniały półkrzew, roślina poduszkowa, osiągająca wysokość 7,5–15 cm i szerokość 23–30 cm. Ulistnienie okółkowe. Kwiaty różowe, zebrane w  wierzchotki, wyrastające w węzłach i zebrane w nibyokółkach, przypominające wierzchołkową główkę. Kielich zrośnięty w dwuwargową rurkę w kształcie lejka. Pręciki z pylnikami skierowanymi do wewnątrz. Owocami są czteroczęściowe rozłupnie.

## Biologia
RozwójKwitnie od lipca do sierpnia. Kwiaty zapylane są przez pszczoły, muchówki i motyle.
SiedliskoSuche zbocza gór wysokich i szczeliny skalne.
Cechy fitochemiczneCzęści zielne rośliny zawierają ok. 98 mg/g kwasu kawowego i jego pochodnych, ok. 56 mg/g kwasu rozmarynowego, ok. 22 mg/g flawony, ok. 20 mg/g luteoliny, ok. 11 mg/g kwasu salwianolowego oraz inne kwasy fenolowe i flawonoidy. Składnikami olejku eterycznego tych roślin są tymol, karwakrol, linalol, geraniol, terpenyl i karwon.
Charakterystyka fitosocjologicznaW klasyfikacji siedlisk przyrodniczych Europy jest gatunkiem charakterystycznym dla siedliska F7.45 Wrzosowiska cyrno-sardeńskie. W klasyfikacji typów siedlisk przyrodniczych Natura 2000 jest gatunkiem wyróżniającym siedliska:
- 4090-7 i 4090-8 – korsykańskie zarośla twardolistne,
- 9560-6 i 9560-7 – korsykańskie populacje jałowca pospolitego.

GenetykaLiczba chromosomów 2n=56 (tetraploid).

## Zastosowanie
Roślina przyprawowaZioło ma zapach przypominający kminek i jest doskonałym dodatkiem do zup, warzyw, mięs i sałatek ziemniaczanych, szczególnie w połączeniu z czosnkiem.
Roślina leczniczaLiście, a zwłaszcza zawarty w nich olejek eteryczny, mają silne działanie antyseptyczne, dezodoryzujące i dezynfekujące. Roślina może być używana w stanie świeżym lub zbierana w momencie kwitnienia i albo destylowana w celu uzyskania oleju, albo suszona do późniejszego wykorzystania. W medycynie ludowej roślina stosowana jest jako środek napotny, uspokajający, antyseptyczny i przeciwgrzybiczy oraz do leczenia bezsenności.
Inne zastosowaniaOlejek eteryczny pozyskiwany z liści jest używany w przemyśle perfumeryjnym i jako płyn do płukania ust.
Roślina ozdobnaRośliny mogą być uprawiane jako roślina okrywowa, w ogrodach skalnych i pojemnikach. Wymaga gleby przepuszczalnej i stanowiska słonecznego. Dobrze rośnie między kamieniami na ścieżkach. Nie lubi wilgoci, szczególnie zimą. Gatunek ten jest umiarkowanie odporny na mróz, toleruje temperatury od -5 do -10°C.